# Knute Rockne, All American
Knute Rockne, All American es una película biográfica realizada en 1940 en la que se cuenta la historia del entrenador de fútbol americano Knute Rockne, quien fue entrenador del equipo de Notre Dame. Los actores principales fueron Pat O'Brien, Ronald Reagan, Gale Page, Donald Crisp, Albert Bassermann, Owen Davis, Jr., Nick Lukats, Kane Richmond, William Marshall y William Byrne. También incluye un cameo hecho por el otro legendario entrenador de fútbol americano, Amos Alonzo Stagg, quien se interpreta a sí mismo. El papel de "George 'The Gipper' Gipp" fue realizado por Ronald Reagan, lo cual le dio el apodo de "The Gipper", el cual le acompañó por el resto de su vida. 
La película fue escrita por Robert Buckner y dirigida por Lloyd Bacon. En 1997 fue clasificada como "significante culturalmente, históricamente, o estéticamente" por la Biblioteca del Congreso de Estados Unidos y seleccionada para su conservación en el National Film Registry de los Estados Unidos.

## Reparto
| Actor                    | Personaje              | Notas                                       |
| ------------------------ | ---------------------- | ------------------------------------------- |
| Pat O'Brien              | Knute Rockne           |                                             |
| Gale Page                | Bonnie Skiles Rockne   |                                             |
| Ronald Reagan            | George Gipp            |                                             |
| Donald Crisp             | Padre John Cavanaugh   |                                             |
| Albert Bassermann        | Padre Julius Nieuwland |                                             |
| John Litel               | Presidente de Comité   |                                             |
| Henry O'Neill            | Doctor                 |                                             |
| Owen Davis Jr.           | Gus Dorais             |                                             |
| John Qualen              | Lars Knutson Rockne    |                                             |
| Dorothy Tree             | Martha Rockne          |                                             |
| Johnny Sheffield         | Knute, edad 7 años     |                                             |
| Howard Jones             | Él mismo               |                                             |
| Glenn "Pop" Warner       | Él mismo               |                                             |
| Alonzo Stagg             | Él mismo               |                                             |
| William "Bill" Spaulding | Él mismo               |                                             |
| Kane Richmond            | Elmer Layden           |                                             |
| William Marshall         | Don Miller             |                                             |
| William Byrne            | Jim Crowley            |                                             |
| Nick Lukats              | Harry Stuhldreher      | También fue asesor técnico para la película |